# Ali Fasir
Ali Fasir, soprannominato Sentey (in maldiviano: އަލީ ފާސިރު; Atollo Baa, 4 settembre 1988), è un calciatore maldiviano, ala o attaccante del Eagles e della nazionale maldiviana.

## Biografia
Ali Fasir nasce a Eydhafushi (nella regione di Atollo Baa) il 4 settembre 1988, figlio di Aishath Ali e Ahmed Shaheem. Lui è il terzo figlio di sei fratelli: Hussain Fasir, Mohamed Fasir, Ismail Fasir, Abdulla Fasir, Fathimath Fasir  e Mohamed Fasir (ex calciatore che ha giocato con Ali nei suoi primi anni di carriera calcistica, fino a quando Mohamed ha subito un grave infortunio al ginocchio per la quale ha dovuto aspettare quattro anni prima di rientrare in campo). Alle elementari ha frequentato la scuola Baa Atoll Education Centre.
Cresciuto in un'isole delle Maldive, Fasir si mise in evidenza fin da giovanissimo al punto che gli venne offerto di fare un provino con le giovanili del Eagles.
Il 26 dicembre 2013 viene annunciato il matrimonio di Ali Fasir e l'ex conduttrice radiofonica Aishath Aboobakuru. Il loro matrimonio è durato solo 3 anni.
Nel 19 settembre 2017, l'azienda Litus Automobiles ha presentato Fasir come ambasciatore del marchio. Nell'ambito del programma di ambasciatori parteciperà alla pubblicità, che comprende spot televisivi, cartelloni pubblicitari, poster ed eventi condotti dalla Litus Automobiles.

## Caratteristiche tecniche
Fasir ha buone capacità di finitura, andatura, dribbling, posizionamento e incrocio. È in grado di giocare sull'ala del garrese anche attraverso il centro del campo, rendendolo un attaccante versatile. Anche se Fasir ha il piede destro, è anche in grado di controllare la palla, attraversare e finire bene con il piede sinistro. Di tanto in tanto gioca come trequartista.

## Statistiche

### Cronologia presenze e reti in nazionale
| Cronologia completa delle presenze e delle reti in nazionale ― Maldive | Cronologia completa delle presenze e delle reti in nazionale ― Maldive | Cronologia completa delle presenze e delle reti in nazionale ― Maldive | Cronologia completa delle presenze e delle reti in nazionale ― Maldive | Cronologia completa delle presenze e delle reti in nazionale ― Maldive | Cronologia completa delle presenze e delle reti in nazionale ― Maldive | Cronologia completa delle presenze e delle reti in nazionale ― Maldive | Cronologia completa delle presenze e delle reti in nazionale ― Maldive |
| Data                                                                   | Città                                                                  | In casa                                                                | Risultato                                                              | Ospiti                                                                 | Competizione                                                           | Reti                                                                   | Note                                                                   |
| ---------------------------------------------------------------------- | ---------------------------------------------------------------------- | ---------------------------------------------------------------------- | ---------------------------------------------------------------------- | ---------------------------------------------------------------------- | ---------------------------------------------------------------------- | ---------------------------------------------------------------------- | ---------------------------------------------------------------------- |
| 9-11-2021                                                              | Colombo                                                                | Sri Lanka                                                              | 4 – 4                                                                  | Maldive                                                                | Amichevole                                                             | 1                                                                      |                                                                        |
| 28-6-2023                                                              | Beirut                                                                 | Libano                                                                 | 1 – 0                                                                  | Maldive                                                                | Amichevole                                                             | -                                                                      | 90’                                                                    |
| 12-10-2023                                                             | Male                                                                   | Maldive                                                                | 1 – 1                                                                  | Bangladesh                                                             | Amichevole                                                             | -                                                                      |                                                                        |
| 17-10-2023                                                             | Dacca                                                                  | Bangladesh                                                             | 2 – 1                                                                  | Maldive                                                                | Amichevole                                                             | 1                                                                      |                                                                        |
| 13-11-2024                                                             | Dacca                                                                  | Bangladesh                                                             | 0 – 1                                                                  | Maldive                                                                | Amichevole                                                             | 1                                                                      | 83’                                                                    |
| 26-3-2025                                                              | Capas                                                                  | Filippine                                                              | 4 – 1                                                                  | Maldive                                                                | Qual. Coppa d'Asia 2027                                                | 1                                                                      | 86’                                                                    |
| Totale                                                                 |                                                                        | Presenze                                                               | 6                                                                      |                                                                        | Reti                                                                   | 4                                                                      |                                                                        |